# Área de Conservação da Paisagem de Mukri
A Área de Conservação da Paisagem de Mukri é um parque natural localizado no condado de Rapla, na Estónia.
A área do parque natural é de 2158 hectares.
A área protegida foi fundada em 1992 para proteger Mukri e o paul de Ellamaa e as suas biodiversidades.